# El detectiu Conan: L'onzè davanter
El detectiu Conan: L'onzè davanter (名探偵コナン　１１人目のストライカー, Meitantei Konan: Jūichininme no Sutoraikā) és una pel·lícula d'anime japonesa estrenada el 14 d'abril del 2012. És el setzè film basat en la sèrie manga Detectiu Conan de Gosho Aoyama. Va recaptar 3.290 milions de iens al Japó i es va convertir en la pel·lícula més taquillera de la sèrie fins llavors. Es va estrenar doblada al català el 30 de novembre del 2019.

## Argument
La Lliga de Detectius Júnior assisteix a un partit de futbol a l'estadi Touto. En Kogoro Mouri rep una trucada amenaçadora de bomba, acompanyada d'un misteriós enigma. La Ran trasllada aquest missatge a en Shinichi, que haurà de desxifrar-lo si vol salvar tothom de la catàstrofe.

## Doblatge
| Shinichi Kudo            | Kappei Yamaguchi   | Òscar Muñoz          |
| Conan Edogawa            | Minami Takayama    | Joël Mulachs         |
| Ran Mouri                | Wakana Yamazaki    | Núria Trifol         |
| Kogoro Mouri             | Akira Kamiya       | Jordi Royo           |
| Genta Kojima             | Wataru Takagi      | Miquel Bonet         |
| Mitsuhiko Tsuburaya      | Ikue Ōtani         | Elisabet Bargalló    |
| Ayumi Yoshida            | Yukiko Iwai        | Berta Cortés         |
| Ai Haibara               | Megumi Hayashibara | Roser Aldabó         |
| Dr. Hiroshi Agasa        | Kenichi Ogata      | Fèlix Benito         |
| Sonoko Suzuki            | Naoko Matsui       | Eva Lluch            |
| Inspector Megure         | Chafūrin           | Ramon Canals         |
| Wataru Takagi            | Wataru Takagi      | Marc Gómez           |
| Miwako Sato              | Atsuko Yuya        | Meritxell Sota       |
| Ninzaburo Shiratori      | Kazuhiko Inoue     | Josep Maria Mas      |
| Kazunobu Chiba           | Isshin Chiba       | Aleix Estadella      |
| Misao Yamamura           | Toshio Furukawa    | Jaume Aguiló         |
| Azusa Enomoto            | Mikiko Enomoto     | Irene Miràs          |
| Ryūsuke Higo             | Takahiro Sakurai   | Jordi Nogueras       |
| Takahiro Sanada          | Hiroyuki Yoshino   | Masumi Mutsuda       |
| Hideo Akagi              | Koji Tsujitani     | Pep Papell           |
| Naomichi Mugikura        | Cho                | Pep Ribas            |
| Shinzo Yamamori          | Shigeru Chiba      | Pedro Molina         |
| Kaoru Koda               | Mirei Kiritani     | Carme Calvell        |
| Kazumasa Nakaoka         | Hiroki Touchi      | José Luis Mediavilla |
| Ryousuke Sakaki          | Daiki Nakamura     | Daniel Albiac        |
| Keiichiro Motoura        | Norihiro Inoue     | Ivan Cànovas         |
| Koji Matsuzaki           | Minoru Inaba       | Albert Vilar         |
| Tomofumi Motoura         | Satsuki Yukino     | Marta Moreno         |
| Miyuki Tabeta            | Shizuka Arai       | (Desconeguda)        |
| Kazuyoshi Miura          | Kazuyoshi Miura    | Pep Papell           |
| Font: Anime News Network |                    |                      |